# Licnoptera euraphota
Licnoptera euraphota är en fjärilsart som beskrevs av Turner 1940. Licnoptera euraphota ingår i släktet Licnoptera och familjen björnspinnare. Inga underarter finns listade i Catalogue of Life.